# Тюмень (туман)
Тюмень — используемая в русском языке огласовка термина/топонима/этнонима тюрко-монгольского происхождения. Также имеются и другие формы огласовки этого слова: из тюркских языков — тюмен; из монгольских языков — тумэн; один из монгольских вариантов — тюмюн (калмыцкий язык).
Российский востоковед В. В. Бартольд, в своей статье в «Энциклопедии ислама», посчитал более надлежащим употреблять для этого слова персидскую форму — туман (транслит. персид. тўман), поместив её в заглавие данной статьи энциклопедии. Однако в примечании к статье он пояснял, что в русскоязычной литературе довольно часто используется вариант «тюмень», который учёный также постоянно применял в своих работах.

## Значения

### Неопределённое значение
Тюркское слово тюмен изначально было известно в неопределённом значении «очень много». Именно в таком понимании о нём сообщает филолог и лексикограф XI—XII веков Махмуд ал-Кашгари, живший в государстве Караханидов. Согласно ему, выражение тÿмен тÿрлÿк означает «самый разнообразный», а тÿмен минг не 10 000 × 1 000 = 10 миллионов, а только 1 000 × 1 000 = 1 миллион. Со временем, слово тюмень в значении «множество» из языка коренных народов Кашгарии перешло в турецкий язык.

### Числительное
Позднее, вероятно только с монгольского времени, тюркское слово тюмен засвидетельствовано в значении «десять тысяч». Возможно, имеется связь тюркского тюмен или монгольского слова в том же значении — тумэн, с числительным в кириллической системе — тьма. Финский лингвист Г. Й. Рамстедт объяснял происхождение этого тюркского числительного из китайского языка, несколько позднее, русский востоковед Н. Д. Миронов высказал предположение, что оно могло восходить к тохарскому языку — tmām или tmān («десять тысяч»). Со временем, слово тюмень в значении «десять тысяч» из языка коренных народов Кашгарии перешло в турецкий язык.

### Военная организационная и тактическая единица
Как военный отряд тюмень соответствовал своему числительному значению и составлял 10 000 воинов. Например это подтверждается в сочинении историка и шейха Герата — Абд ар-Раззака Самарканди. В XIII—XV веках в Монгольской империи под термином, в русской огласовке звучащим как тумэн, понималась организационная и тактическая единица монгольской армии и ополчения. Состоял тумэн из 10 000 воинов, возглавляемых тумэнбаши (старорусск. темником), делился на «десятки», «сотни» и «тысячи» — более мелкие воинские подразделения. Собственно монгольское войско насчитывало 40 тумэнов восточных монголов и 4 тумэна западных монголов (ойратов).

### Территориальная единица
Некрупная административная и налоговая территориальная единица (напр. см. туманы/районы Узбекистана).

### Этно-социальная единица
В Чагатайском улусе слово тюмень означало «племя» и могло употребляться в одном и том же значении, что и такие этнические единицы как улус, иль, а возможно даже и аймак (например «кебекский тюмень» сформировавшийся около Балха). В связи с этим, понимание современными исследователями деления чагатаев на племена и роды затрудняется некоторой неясностью терминологии. Тот же термин улус чаще имел гораздо более обширное значение, чем просто «племя». Правитель тюмени именовался тюмен-бег.
Впоследствии, под тюменью стали больше подразумевать оседлое население, в противоположность войскам и кочевникам. Так историк и государственный деятель Могулии Мирза Мухаммад Хайдар, сообщал о четырёх классах в Кашгаре и Хотане, один из которых — тюмень, он относил к оседлому крестьянству. В новейшее время в Бухаре термин тюмень употребляется для обозначения жителей равнин, в противоположность горцам — кухистани.

### Денежная единица
(напр. см. персидский туман, туман иранского Азербайджана).

### Имя собственное
Как имя собственное, в топонимах и этнонимах (города — Тюмень, Кавказская Тюмень; государства — Тюменское владение, Тюменское ханство; этнонимы — тюмены; реки — Тюменка в Сибири, Тюменка на Северном Кавказе; и пр.), а также фамилиях (Тюменевы, Тюменские).